# ファントム・オブ・パラダイス
『ファントム・オブ・パラダイス』（Phantom of the Paradise）は、1974年に公開されたアメリカ映画。
『オペラ座の怪人』『ファウスト』『ノートルダム・ド・パリ』『ドリアン・グレイの肖像』などの古典を元にしたロックンロール・ミュージカル。
1975年アボリアッツ国際ファンタスティック映画祭グランプリ受賞作品。

## あらすじ
ロック界の寵児と呼ばれたデス・レコード社社長スワンは、ロックの殿堂となるべき「パラダイス」劇場の建設に伴い、こけら落としの興行のためのシンガーを探していた。そのオーディションに参加した、天才的なセンスをもつ無名のミュージシャンであるウィンスロー・リーチは、誰の後ろ盾もなく自分の曲を懸命に売り込もうとしていた。彼はその最中に無名で駆け出しの女性歌手フェニックスの才能を見出し、彼女と自分の明るい将来を夢見て結果発表の日を待つ。
だがスワンはウィンスローの楽曲とフェニックスの権利を我が物とし、抗議に訪れたウィンスローを無実の罪で投獄する。獄中でスワンが自分の作品に醜悪なアレンジを施し、大々的に売り出そうとすることを知ったウィンスローは激怒し、脱獄してデス・レコード社に乱入するが、原版を破壊すべく殴りかかったプレス機に頭を挟まれ、顔と声とを潰されてしまう。
復讐に燃えるウィンスローは、仮面で醜い素顔を隠すファントム（怪人）と化して行動を始める。そしてリハーサルで自分の曲を歌うバンド「ジューシー・フルーツ」の舞台セットに爆弾をしかけて大怪我を負わせ、スワンにつかみかかるが、スワンは恐れるどころか逆に正式契約を結び、改めてフェニックスの歌を伴う楽曲のスコア完成を求める。それが真の悪魔との契約とは知らず、愛するフェニックスを大劇場のオープニングにと夢見て、ファントムは作曲を続ける。
だが、スワンに契約履行の意志はなく、全く異なる下品なオカマロックシンガー「ビーフ」を後釜に据えていた。裏切られたファントムはデス・レコード社に潜入し、そこで隠されたスワンの重大な秘密に気づく。切り札を握った彼は、「パラダイス」劇場を復讐の舞台として、自らの破滅をも厭わず凶行に赴くのだった。

## キャスト
- ウィンスロー・リーチ - ウィリアム・フィンレイ
- スワン - ポール・ウィリアムズ
- フェニックス - ジェシカ・ハーパー
- ビーフ - ゲリット・グレアム
- フィルビン - ジョージ・メモリ

## スタッフ
- 製作：エドワード・R・プレスマン
- 監督：ブライアン・デ・パルマ
- 脚本：ブライアン・デ・パルマ
- 撮影：ラリー・パイザー
- 美術：ジャック・フィスク
- 音楽：ポール・ウィリアムズ

## 関連事項
- ロッキー・ホラー・ショー
- ロックオペラ